# Dimos Salaminas
Dimos Salaminas (Salamis, Salaminas) är en kommun i Grekland.   Den ligger i prefekturen Nomós Piraiós och regionen Attika, i den sydöstra delen av landet, 21 km väster om huvudstaden Aten. Antalet invånare är 39 283. Dimos Salaminas ligger på ön Salamis.